# Павліковиці (Малопольське воєводство)
Павліковиці (пол. Pawlikowice) — село в Польщі, у гміні Величка Велицького повіту Малопольського воєводства.
Населення — 1417 осіб (2011).

## Демографія
Демографічна структура станом на 31 березня 2011 року:
|          | Загалом | Допрацездатний вік | Працездатний вік | Постпрацездатний вік |
| -------- | ------- | ------------------ | ---------------- | -------------------- |
| Чоловіки | 721     | 176                | 483              | 62                   |
| Жінки    | 696     | 136                | 432              | 128                  |
| Разом    | 1417    | 312                | 915              | 190                  |